# Єнісейськ
Єнісе́йськ (рос. Енисейск) — місто в Красноярському краї Росії, адміністративний центр Єнісейського району і міського округу місто Єнісейськ.
Населення — 17 537 осіб. (2021).
Місто розташоване на лівому, низинному березі Єнісею, нижче впадання в нього Ангари, за 348 км від Красноярська.
Історичний центр міста з 2000 року внесений в попередній списку Світової спадщини ЮНЕСКО.